# Koojärvi
Koojärvi är en sjö i Kiruna kommun i Lappland och ingår i Torneälvens huvudavrinningsområde. Sjön har en area på 4,49 kvadratkilometer och ligger 362 meter över havet. Koojärvi ligger i Torneträsk-Soppero fjällurskog Natura 2000-område. Sjön avvattnas av vattendraget Stalojåkka.

## Delavrinningsområde
Koojärvi ingår i det delavrinningsområde (758109-167604) som SMHI kallar för Utloppet av Koojärvi. Medelhöjden är 388 meter över havet och ytan är 17,7 kvadratkilometer. Räknas de 9 avrinningsområdena uppströms in blir den ackumulerade arean 155,54 kvadratkilometer. Stalojåkka som avvattnar avrinningsområdet har biflödesordning 2, vilket innebär att vattnet flödar genom totalt 2 vattendrag innan det når havet efter 445 kilometer. Avrinningsområdet består mestadels av skog (65 procent). Avrinningsområdet har 4,53 kvadratkilometer vattenytor vilket ger det en sjöprocent på 25,6 procent.